# Johann Georg Ehrlich

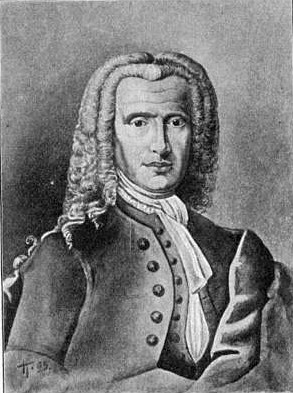
Johann Georg Ehrlich

Johann Georg Ehrlich (* 13. Oktober 1676 in Hennersdorf bei Frauenstein; † 8. Februar 1743 in Dresden; auch Johann George Ehrlich) war ein Dresdner Kaufmann, Ratsherr und Stifter des nach ihm benannten Ehrlichschen Gestifts.

## Leben
Johann George Ehrlich wurde am 13. Oktober 1677 als Sohn des Händlers George Ehrlich und seiner Frau Christina in Hennersdorf bei Dippoldiswalde geboren. Nach dem Tod seiner Mutter im Jahr 1686 waren seine Jugendjahre von Einsamkeit und Armut geprägt. Er erhielt eine einfache Schulausbildung in Reichstädt und Schmiedeberg im Erzgebirge, die jedoch oft wegen der Notwendigkeit, seiner Familie durch Arbeit zu helfen, unterbrochen wurde. Ehrlich absolvierte eine kaufmännische Lehre in Dresden. Nach dem Tod des Vaters 1701 bemühte er sich um ein eigenes Geschäft.
Im Jahr 1703 heiratete er Maria Magdalena Böhm und eröffnete sein erstes Geschäft im Dinglingerschen Haus in der Großen Frauengasse. Die beiden Kinder aus dieser Ehe verstarben jedoch früh, und nach vier Jahren starb auch seine Ehefrau. Seine zweite Ehe mit Anna Maria Sonnewald brachte zehn Kinder zur Welt (sechs Söhne und vier Töchter), von denen jedoch nur der Sohn Johann Gotthold Ehrlich den Vater überlebte. Anna Maria Ehrlich erblindete und verstarb im Jahr 1724. Seine dritte Ehe mit Maria Regina Schuster dauerte zwei Jahre. Auch die beiden Kinder aus dieser Verbindung starben frühzeitig. Von 1728 bis zu ihrem Tod im Jahr 1737 war er mit Anna Dorothea, verwitwete Törmitzin, verheiratet.
Johann George Ehrlich erlebte den Verlust von 17 Familienmitgliedern: seine vier Ehefrauen und 13 seiner 14 Kinder verstarben vor ihm. Sein einziger überlebender Sohn, Johann Gotthold Ehrlich, ging zur Ausbildung nach Leipzig und reiste von dort nach Ostindien. Im Jahr 1740 kehrte dieser nach Dresden zurück. 
Als Kaufmann betrieb Johann Georg Ehrlich erfolgreich eine Eisenhandlung und erwarb ein beträchtliches Vermögen. Er pachtete den Ratskeller, das Weißbierhaus, die Ratswaage und das Breihahnhaus in der Breiten Gasse. Darüber hinaus besaß er einen Weinberg in der Lößnitz. Ehrlich war ein angesehener Bürger und wurde Ältester der Kramer-Innung sowie im Jahr 1740 Ratsherr der Stadt Dresden. 
Zwischen 1727 und 1749 vereinten Ehrlich und sein Sohn Johann Gotthold auf der Kötzschenbrodaer Weinbergsflur in der Lößnitz die drei historischen Weinberge Schild, Sandleithe und Wehlsberg zum Weinbergsbesitz Ehrlich, der später zu Neufriedstein wurde, gelegen im heutigen Radebeuler Stadtteil Niederlößnitz. 
Johann George Ehrlich wohnte von 1715 bis zu seinem Tod in der Töpferstraße 1. Er starb am 8. Februar 1743 und wurde auf dem Johanniskirchhof in Dresden beigesetzt.

## Stiftung
Im Jahr 1739 entschied Johann George Ehrlich, einen Großteil seines Vermögens für eine Schul- und Armenstiftung zu verwenden. Er erwarb ein Grundstück vor dem Wilsdruffer Tor, um dort ein Schulhaus mit zwei Lehrern und Unterkünfte für 50 Mädchen und 50 Jungen zu errichten. An seinem 66. Geburtstag, dem 13. Oktober 1742, gründete Ehrlich die Armen- und Schul-Stiftung. Die Eröffnung der Schule erlebte er jedoch nicht mehr. Das „Ehrlichsche Gestift“ wurde zwölf Tage nach seiner Beerdigung am 24. Februar 1743 von seinem Sohn Johann Gotthold Ehrlich, ebenfalls Kaufmann und Ratsherr in Dresden, feierlich eingeweiht. 
Die Ehrlichsche Schul- und Armenstiftung in Dresden wurde 1960 von der DDR enteignet. Nach der Wiedervereinigung Deutschlands in den 1990er Jahren wurde die Stiftung wiederhergestellt und erfüllt seither erneut ihren ursprünglichen Zweck.

## Ehrungen
- Nach ihm ist seit 1873 in Dresdens Wilsdruffer Vorstadt die Ehrlichstraße benannt.[3]
- Eine Gedenktafel erinnert im Vorraum der Nazarethkirche Dresden an Johann Georg Ehrlich.[4]

## Stipendium
Das Johann-Georg-Ehrlich-Stipendium wird seit 2012 an Fachschul-Studierende aus sozial schwachen Familien verliehen. Dieses Stipendium wird von der AFBB Akademie für berufliche Bildung gGmbH in Dresden und der Ehrlichschen Schul- und Armenstiftung Dresden vergeben.